# Rolf Peter Sieferle
Rolf Peter Sieferle (ur. 5 sierpnia 1949 w Stuttgarcie, zm. 17 września 2016 w Heidelbergu) – niemiecki historyk, profesor. Wykładowca historii powszechnej na Uniwersytecie w St. Gallen.

## Publikacje
- Die Revolution in der Theorie von Karl Marx. Ullstein, Frankfurt am Main 1979, ISBN 3-548-03584-1.
- Der unterirdische Wald. Energiekrise und industrielle Revolution. Beck, München 1982, ISBN 3-406-08466-4.
- Fortschrittsfeinde? Opposition gegen Technik und Industrie von der Romantik bis zur Gegenwart. Beck, München 1984, ISBN 3-406-30331-5.
- Die Krise der menschlichen Natur. Zur Geschichte eines Konzepts. Suhrkamp, Frankfurt am Main 1989, ISBN 3-518-11567-7.
- Bevölkerungswachstum und Naturhaushalt. Studien zur Naturtheorie der klassischen Ökonomie. Suhrkamp, Frankfurt am Main 1990, ISBN 3-518-58070-1.
- Epochenwechsel. Die Deutschen an der Schwelle zum 21. Jahrhundert. Propyläen, Berlin 1994, ISBN 3-549-05156-5.
- Die konservative Revolution. Fünf biographische Skizzen. Fischer, Frankfurt am Main 1995, ISBN 3-596-12817-X.
- Rückblick auf die Natur: Eine Geschichte des Menschen und seiner Umwelt. Luchterhand, München 1997, ISBN 3-630-87993-4.
- Die antiken Stätten von morgen: Ruinen des Industriezeitalters, fot. Manfred Hamm. Nicolai, Berlin 2003, ISBN 978-3-87584-407-8.
- współautorzy: Fridolin Krausmann, Heinz Schandl, Verena Winiwarter: Das Ende der Fläche: Zum gesellschaftlichen Stoffwechsel der Industrialisierung. Böhlau, Köln 2006, ISBN 3-412-31805-1 (= Umwelthistorische Forschungen. Band 2).
- Karl Marx zur Einführung. Junius, Hamburg 2007, ISBN 978-3-88506-638-5.
- Transportgeschichte. Lit, Berlin 2008, ISBN 978-3-8258-0697-2 (= Der Europäische Sonderweg. Band 1).
- (red.): Familiengeschichte: Die europäische, chinesische und islamische Familie im historischen Vergleich. Lit, Wien / Zürich / Berlin / Münster 2008, ISBN 978-3-8258-1503-5 (= Der Europäische Sonderweg. Band 2).
- (współautor: Bernd Marquardt): La Revolución Industrial en Europa y América Latina. Interpretaciones ecohistóricas desde la Perspectiva de la Teoría de los Sistemas de Energía y del Metabolismo Social. Universidad Nacional de Colombia, Bogotá 2009, ISBN 978-95-8719-319-0.
- Das Migrationsproblem: Über die Unvereinbarkeit von Sozialstaat und Masseneinwanderung. Manuscriptum, Waltrop 2017. ISBN 978-3944872414.